# 2. Tennis-Bundesliga (Herren) 2017
Die 2. Tennis-Bundesliga der Herren wurde 2017 zum 17. Mal ausgetragen. Die Liga wurde in einer Nord- und einer Süd-Gruppe gespielt. Die Austragung der Spiele erfolgte an insgesamt neun Spieltagen vom 16. Juli bis 13. August 2017.

## Spieltage und Mannschaften
| Spieltage                                    |
| -------------------------------------------- |
| 1. Spieltag: So., 16. Juli 2017, 11:00 Uhr   |
| 2. Spieltag: Fr., 21. Juli 2017, 13:00 Uhr   |
| 3. Spieltag: So., 23. Juli 2017, 11:00 Uhr   |
| 4. Spieltag: Fr., 28. Juli 2017, 13:00 Uhr   |
| 5. Spieltag: So., 30. Juli 2017, 11:00 Uhr   |
| 6. Spieltag: Fr., 4. August 2017, 13:00 Uhr  |
| 7. Spieltag: So., 6. August 2017, 11:00 Uhr  |
| 8. Spieltag: Fr., 11. August 2017, 13:00 Uhr |
| 9. Spieltag: So., 13. August 2017, 11:00 Uhr |

| Mannschaften Nord         |
| ------------------------- |
| TC Blau-Weiss Neuss (A)   |
| Tennispark Versmold (N)   |
| TC Iserlohn               |
| Suchsdorfer SV v. 1921    |
| LTTC Rot-Weiß Berlin (N)  |
| Bielefelder TTC           |
| Der Club an der Alster    |
| TC 1899 Blau-Weiss Berlin |
| Oldenburger TeV           |

| Mannschaften Süd           |
| -------------------------- |
| TV Reutlingen              |
| TC Großhesselohe           |
| TC Wolfsberg Pforzheim     |
| TC Blau Weiß Oberweier (N) |
| BASF TC Ludwigshafen       |
| TSV 1860 Rosenheim (N)     |
| SpVgg Hainsacker           |
| TC Weiß-Blau Würzburg (N)  |
| TC Ismaning (N)            |

## 2. Tennis-Bundesliga (Herren) Nord

### Tabelle
|     | Mannschaft                | Begegnungen | Punkte | Matches | Sätze  | Spiele  |
| --- | ------------------------- | ----------- | ------ | ------- | ------ | ------- |
| 01. | TC Blau-Weiss Neuss (A)   | 8           | 16:00  | 51:21   | 113:53 | 784:553 |
| 02. | Tennispark Versmold (N)   | 8           | 10:06  | 39:33   | 91:80  | 715:677 |
| 03. | TC Iserlohn               | 8           | 10:06  | 36:36   | 79:83  | 661:674 |
| 04. | Suchsdorfer SV v. 1921    | 8           | 08:08  | 38:34   | 90:85  | 678:661 |
| 05. | LTTC Rot-Weiß Berlin (N)  | 8           | 08:08  | 33:39   | 73:92  | 643:709 |
| 06. | Bielefelder TTC           | 8           | 08:08  | 32:40   | 79:96  | 665:724 |
| 07. | Der Club an der Alster    | 8           | 06:10  | 31:41   | 81:95  | 658:731 |
| 08. | TC 1899 Blau-Weiss Berlin | 8           | 04:12  | 35:37   | 82:84  | 681:695 |
| 09. | Oldenburger TeV           | 8           | 02:14  | 29:43   | 78:98  | 666:727 |

| Zum Saisonende 2017:                                              |
| Aufsteiger in die Bundesliga Absteiger in die Tennis-Regionalliga |

|                      |                                                                                        |
| Zum Saisonende 2016: |                                                                                        |
| (A)                  | Absteiger aus der Bundesliga: TC Blau-Weiss Neuss                                      |
| (N)                  | Neuling, Aufsteiger aus Tennis-Regionalliga: LTTC Rot-Weiß Berlin, Tennispark Versmold |

### Mannschaftskader
| Pos. | Name                    |
| ---- | ----------------------- |
| 1    | Maxime Janvier          |
| 2    | Zdeněk Kolář            |
| 3    | Botic van de Zandschulp |
| 4    | Bernabé Zapata Miralles |
| 5    | Adrian Ungur            |
| 6    | Niels Lootsma           |
| 7    | Frederik Nielsen        |
| 8    | Hans Podlipnik-Castillo |
| 9    | Julien Cagnina          |
| 10   | Máté Valkusz            |
| 11   | Clinton Thomson         |
| 12   | Kevin Deden             |
| 13   | Sascha Klör             |
| 14   | Marius Zay              |
| 15   | Cornell Wette           |
| 16   |                         |

| Pos. | Name                    |
| ---- | ----------------------- |
| 1    | Daniel Masur            |
| 2    | Marvin Netuschil        |
| 3    | Tim van Rijthoven       |
| 4    | Isak Arvidsson          |
| 5    | Christian Samuelsson    |
| 6    | Johann Willems          |
| 7    | Laurentiu-Antoniu Erlic |
| 8    | Michael Pille           |
| 9    | Viktor Stjern           |
| 10   | Benjamin Fitzon         |
| 11   | Erik Finkenbrink        |
| 12   | Malte Bentfeld          |
| 13   | Noah Fitzon             |
| 14   | Jannis Jung             |
| 15   | Jan Stoppe              |
| 16   | Allayar Zweiböhmer      |

| Pos. | Name                   |
| ---- | ---------------------- |
| 1    | Guillermo García López |
| 2    | Václav Šafránek        |
| 3    | Agustín Velotti        |
| 4    | Jan Mertl              |
| 5    | Nikola Mektić          |
| 6    | Robin Staněk           |
| 7    | Omar Giacalone         |
| 8    | Gianluca Naso          |
| 9    | Tichomir Grosdanow     |
| 10   | Jordi Walder           |
| 11   | Tim Beutler            |
| 12   | Simeon Ivanov          |
| 13   | André Timme            |
| 14   | Marc-Julien Gelhaus    |
| 15   | Jim Walder             |
| 16   | Maximilian Blome       |

| Pos. | Name                      |
| ---- | ------------------------- |
| 1    | Jarkko Nieminen           |
| 2    | Arthur Rinderknech        |
| 3    | Patrik Niklas-Salminen    |
| 4    | Dominik Bartels           |
| 5    | André Göransson           |
| 6    | Florian Barth             |
| 7    | Søren Hess-Olesen         |
| 8    | Lauri Kiiski              |
| 9    | Harri Heliövaara          |
| 10   | Esben Olesen              |
| 11   | Martin Pedersen           |
| 12   | Andreas Bjerrehus         |
| 13   | Oke Staats                |
| 14   | Matthias Bähre            |
| 15   | Alexander Griese          |
| 16   | Christopher Niklas Schulz |

| Pos. | Name                |
| ---- | ------------------- |
| 1    | Daniel Altmaier     |
| 2    | Romain Jouan        |
| 3    | Rudi Molleker       |
| 4    | Marcin Gawron       |
| 5    | Martin Vaïsse       |
| 6    | Robert Strombachs   |
| 7    | Delf Gohlke         |
| 8    | Jérôme Inzerillo    |
| 9    | Nino Ehrenschneider |
| 10   | Sebastian Rieschick |
| 11   | Marvin Schramm      |
| 12   | Lénárd Soha         |
| 13   | Maximilian Halbe    |
| 14   | Dominik Schulz      |
| 15   | Maximilian Witthaus |
| 16   |                     |

| Pos. | Name                |
| ---- | ------------------- |
| 1    | Tallon Griekspoor   |
| 2    | Scott Griekspoor    |
| 3    | Louis Weßels        |
| 4    | Kevin Griekspoor    |
| 5    | Valentin Günther    |
| 6    | Jannik Rother       |
| 7    | Patrick Pradella    |
| 8    | Kevin Kaczynski     |
| 9    | Lars Hendrik Behlen |
| 10   | Maximilian Wilde    |
| 11   | Jonas Erdmann       |
| 12   | Felix Steen         |
| 13   | Nikolaj Ptasinski   |
| 14   | Andreas Kruza       |
| 15   | Felix Haumann       |
| 16   | Alexander Dresing   |

| Pos. | Name                     |
| ---- | ------------------------ |
| 1    | Laurent Lokoli           |
| 2    | Pedro Sakamoto           |
| 3    | Demian Raab              |
| 4    | Kim Möllers              |
| 5    | Mathieu Rodrigues        |
| 6    | David Eisenzapf          |
| 7    | Maxim Landa              |
| 8    | Matthias Kolbe           |
| 9    | Joseph Sirianni          |
| 10   | Tobias Hinzmann          |
| 11   | Sebastian Schönholz      |
| 12   | Mirko Blohm              |
| 13   | John-Martin Darmstaedter |
| 14   | Max Bülk                 |
| 15   | Alexander Lawrenz        |
| 16   | Bruno Kreidler           |

| Pos. | Name                  |
| ---- | --------------------- |
| 1    | Pedro Sousa           |
| 2    | João Domingues        |
| 3    | Miljan Zekić          |
| 4    | Jürgen Zopp           |
| 5    | Bastian Wagner        |
| 6    | Laslo Urrutia Fuentes |
| 7    | Friedrich Klasen      |
| 8    | Jesper Tull Freimuth  |
| 9    | Niclas Braun          |
| 10   | Stefanos Schinas      |
| 11   | Philipp Eberhard      |
| 12   | Jakob Hütten          |
| 13   | Niklas Noll           |
| 14   | Chris André           |
| 15   | Pascal Schubert       |
| 16   |                       |

| Pos. | Name               |
| ---- | ------------------ |
| 1    | Maxime Chazal      |
| 2    | Juan Pablo Paz     |
| 3    | Roberto Marcora    |
| 4    | Luca Margaroli     |
| 5    | Piotr Matuszewski  |
| 6    | Florian Reynet     |
| 7    | Michel Dornbusch   |
| 8    | Jonas König        |
| 9    | Thibaud Berland    |
| 10   | Mattis Wetzel      |
| 11   | Tillmann Erdbories |
| 12   | Timo Stodder       |
| 13   | Gian-Luca Blöcker  |
| 14   | Lasse Muscheites   |
| 15   | Matjaž Jurman      |
| 16   | Bart van Leijsen   |

### Ergebnisse
| Datum/Uhrzeit        | Heimmannschaft                 | Gastmannschaft                 | Matches | Sätze | Spiele |
| -------------------- | ------------------------------ | ------------------------------ | ------- | ----- | ------ |
| So. 16. Juli 11:00   | TC Iserlohn 1                  | Oldenburger TeV                | 06:03   | 12:09 | 91:83  |
| So. 16. Juli 11:00   | Bielefelder TTC 1              | Suchsdorfer SV v. 1921         | 05:04   | 12:11 | 88:88  |
| So. 16. Juli 11:00   | Tennis Ewige Liebe BW Neuss    | LTTC "Rot-Weiss" Berlin        | 08:01   | 17:03 | 108:65 |
| So. 16. Juli 11:00   | Der Club an der Alster Hamburg | TC 1899 Blau-Weiss Berlin      | 03:06   | 07:12 | 79:91  |
| So. 16. Juli 11:00   | TP Versmold 1                  | spielfrei                      |         |       |        |
| Fr. 21. Juli 13:00   | Suchsdorfer SV v. 1921         | Der Club an der Alster Hamburg | 06:03   | 13:11 | 84:80  |
| Fr. 21. Juli 13:00   | TP Versmold 1                  | TC Iserlohn 1                  | 06:03   | 12:06 | 78:69  |
| Fr. 21. Juli 13:00   | LTTC "Rot-Weiss" Berlin        | Bielefelder TTC 1              | 07:02   | 14:07 | 95:81  |
| Fr. 21. Juli 13:00   | Tennis Ewige Liebe BW Neuss    | Oldenburger TeV                | 06:03   | 14:08 | 95:72  |
| Fr. 21. Juli 13:00   | TC 1899 Blau-Weiss Berlin      | spielfrei                      |         |       |        |
| So. 23. Juli 11:00   | TC Iserlohn 1                  | TC 1899 Blau-Weiss Berlin      | 05:04   | 11:08 | 97:84  |
| So. 23. Juli 11:00   | Bielefelder TTC 1              | Tennis Ewige Liebe BW Neuss    | 01:08   | 05:16 | 73:105 |
| So. 23. Juli 11:00   | Oldenburger TeV                | TP Versmold 1                  | 03:06   | 09:14 | 85:94  |
| So. 23. Juli 11:00   | Suchsdorfer SV v. 1921         | LTTC "Rot-Weiss" Berlin        | 07:02   | 15:05 | 99:67  |
| So. 23. Juli 11:00   | Der Club an der Alster Hamburg | spielfrei                      |         |       |        |
| Fr. 28. Juli 13:00   | TC Iserlohn 1                  | Tennis Ewige Liebe BW Neuss    | 01:08   | 03:17 | 45:105 |
| Fr. 28. Juli 13:00   | Bielefelder TTC 1              | Der Club an der Alster Hamburg | 07:02   | 15:07 | 96:72  |
| Fr. 28. Juli 13:00   | LTTC "Rot-Weiss" Berlin        | TP Versmold 1                  | 06:03   | 13:10 | 92:90  |
| Fr. 28. Juli 13:00   | TC 1899 Blau-Weiss Berlin      | Suchsdorfer SV v. 1921         | 03:06   | 09:15 | 74:92  |
| Fr. 28. Juli 13:00   | Oldenburger TeV                | spielfrei                      |         |       |        |
| So. 30. Juli 11:00   | Oldenburger TeV                | Bielefelder TTC 1              | 02:07   | 07:15 | 74:104 |
| So. 30. Juli 11:00   | TP Versmold 1                  | Suchsdorfer SV v. 1921         | 05:04   | 12:09 | 91:83  |
| So. 30. Juli 11:00   | LTTC "Rot-Weiss" Berlin        | TC 1899 Blau-Weiss Berlin      | 05:04   | 12:10 | 82:82  |
| So. 30. Juli 11:00   | Tennis Ewige Liebe BW Neuss    | Der Club an der Alster Hamburg | 06:03   | 14:09 | 99:74  |
| So. 30. Juli 11:00   | TC Iserlohn 1                  | spielfrei                      |         |       |        |
| Fr. 4. August 13:00  | Bielefelder TTC 1              | TC Iserlohn 1                  | 05:04   | 12:11 | 88:93  |
| Fr. 4. August 13:00  | Suchsdorfer SV v. 1921         | Oldenburger TeV                | 05:04   | 12:09 | 78:76  |
| Fr. 4. August 13:00  | TC 1899 Blau-Weiss Berlin      | TP Versmold 1                  | 04:05   | 11:10 | 93:95  |
| Fr. 4. August 13:00  | Der Club an der Alster Hamburg | LTTC "Rot-Weiss" Berlin        | 06:03   | 12:08 | 80:83  |
| Fr. 4. August 13:00  | Tennis Ewige Liebe BW Neuss    | spielfrei                      |         |       |        |
| So. 6. August 11:00  | Suchsdorfer SV v. 1921         | Tennis Ewige Liebe BW Neuss    | 04:05   | 08:12 | 72:89  |
| So. 6. August 11:00  | LTTC "Rot-Weiss" Berlin        | TC Iserlohn 1                  | 04:05   | 08:10 | 71:81  |
| So. 6. August 11:00  | TC 1899 Blau-Weiss Berlin      | Oldenburger TeV                | 03:06   | 08:13 | 82:92  |
| So. 6. August 11:00  | Der Club an der Alster Hamburg | TP Versmold 1                  | 05:04   | 12:10 | 95:93  |
| So. 6. August 11:00  | Bielefelder TTC 1              | spielfrei                      |         |       |        |
| Fr. 11. August 13:00 | TC Iserlohn 1                  | Suchsdorfer SV v. 1921         | 07:02   | 15:07 | 96:82  |
| Fr. 11. August 13:00 | Oldenburger TeV                | Der Club an der Alster Hamburg | 04:05   | 12:13 | 96:95  |
| Fr. 11. August 13:00 | TP Versmold 1                  | Bielefelder TTC 1              | 06:03   | 14:08 | 92:67  |
| Fr. 11. August 13:00 | Tennis Ewige Liebe BW Neuss    | TC 1899 Blau-Weiss Berlin      | 05:04   | 11:08 | 90:70  |
| Fr. 11. August 13:00 | LTTC "Rot-Weiss" Berlin        | spielfrei                      |         |       |        |
| So. 13. August 11:00 | Oldenburger TeV                | LTTC "Rot-Weiss" Berlin        | 04:05   | 11:10 | 88:88  |
| So. 13. August 11:00 | TP Versmold 1                  | Tennis Ewige Liebe BW Neuss    | 04:05   | 09:12 | 82:93  |
| So. 13. August 11:00 | TC 1899 Blau-Weiss Berlin      | Bielefelder TTC 1              | 07:02   | 16:05 | 105:68 |
| So. 13. August 11:00 | Der Club an der Alster Hamburg | TC Iserlohn 1                  | 04:05   | 10:11 | 83:89  |
| So. 13. August 11:00 | Suchsdorfer SV v. 1921         | spielfrei                      |         |       |        |

## 2. Tennis-Bundesliga (Herren) Süd

### Tabelle
|     | Mannschaft                 | Begegnungen | Punkte | Matches | Sätze  | Spiele  |
| --- | -------------------------- | ----------- | ------ | ------- | ------ | ------- |
| 01. | TV Reutlingen              | 8           | 16:00  | 51:21   | 108:53 | 745:590 |
| 02. | TC Großhesselohe           | 8           | 14:02  | 52:20   | 112:57 | 779:594 |
| 03. | TC Wolfsberg Pforzheim     | 8           | 10:06  | 36:36   | 94:82  | 723:640 |
| 04. | TC Blau Weiß Oberweier (N) | 8           | 08:08  | 36:36   | 86:83  | 696:700 |
| 05. | BASF TC Ludwigshafen       | 8           | 08:08  | 33:39   | 77:90  | 687:741 |
| 06. | TSV 1860 Rosenheim (N)     | 8           | 06:10  | 40:32   | 87:82  | 693:677 |
| 07. | SpVgg Hainsacker           | 8           | 06:10  | 35:37   | 81:85  | 699:713 |
| 08. | TC Weiß-Blau Würzburg (N)  | 8           | 04:12  | 25:47   | 68:103 | 629:747 |
| 09. | TC Ismaning (N)            | 8           | 00:16  | 16:56   | 39:117 | 555:804 |

| Zum Saisonende 2017:                                              |
| Aufsteiger in die Bundesliga Absteiger in die Tennis-Regionalliga |

|                      | |
| Zum Saisonende 2016: | |
| (A)                  | Absteiger aus der Bundesliga: keine, weil TC Bruckmühl-Feldkirchen sich auflöste                                            |
| (N)                  | Neuling, Aufsteiger aus Tennis-Regionalliga: TC Blau Weiß Oberweier, TSV 1860 Rosenheim, TC Weiß-Blau Würzburg, TC Ismaning |

### Mannschaftskader
| Pos. | Name                 |
| ---- | -------------------- |
| 1    | Alessandro Giannessi |
| 2    | Lorenzo Giustino     |
| 3    | Jonathan Eysseric    |
| 4    | Jordi Samper Montaña |
| 5    | Lorenzo Sonego       |
| 6    | Gianluca Mager       |
| 7    | Bradley Mousley      |
| 8    | Michael Berrer       |
| 9    | Tobias Simon         |
| 10   | Gerard Granollers    |
| 11   | Florian Fallert      |
| 12   | Jakob Sude           |
| 13   | Stephan Hoiss        |
| 14   | Peter Mayer-Tischer  |
| 15   | Nico Hornitschek     |
| 16   | Kevin Hümpfner       |

| Pos. | Name                  |
| ---- | --------------------- |
| 1    | Uladsimir Ihnazik     |
| 2    | Florian Mayer         |
| 3    | Marco Chiudinelli     |
| 4    | Steven Diez           |
| 5    | Gianluigi Quinzi      |
| 6    | Marek Jaloviec        |
| 7    | Kevin Krawietz        |
| 8    | Lucas Miedler         |
| 9    | Christian Lindell     |
| 10   | Andrei Golubew        |
| 11   | Boy Westerhof         |
| 12   | Bastian Trinker       |
| 13   | Carlos Boluda Purkiss |
| 14   | Marcel Zimmermann     |
| 15   | Leopold Zima          |
| 16   |                       |

| Pos. | Name              |
| ---- | ----------------- |
| 1    | Stefano Travaglia |
| 2    | Salvatore Caruso  |
| 3    | Axel Michon       |
| 4    | Pere Riba         |
| 5    | Dragoș Dima       |
| 6    | Marko Lenz        |
| 7    | Pascal Meis       |
| 8    | Denis Gremelmayr  |
| 9    | Andre Wiesler     |
| 10   | Alexander Flock   |
| 11   | Holger Fischer    |
| 12   | Luis Erlenbusch   |
| 13   | Tim Rühl          |
| 14   | Felix Wild        |
| 15   | Andre Begemann    |
| 16   | Rameez Junaid     |

| Pos. | Name               |
| ---- | ------------------ |
| 1    | Blaž Kavčič        |
| 2    | Attila Balázs      |
| 3    | Kristijan Mesaroš  |
| 4    | Alexei Watutin     |
| 5    | Nicolás Barrientos |
| 6    | Eduardo Struvay    |
| 7    | Romain Barbosa     |
| 8    | Paul Wörner        |
| 9    | Adrian Obert       |
| 10   | Denis Kapric       |
| 11   | Franco Capalbo     |
| 12   | Andrej Kračman     |
| 13   | Philipp Bauer      |
| 14   | Michael Tenzer     |
| 15   | Jean-Luc Gassmann  |
| 16   | André Steinbach    |

| Pos. | Name                      |
| ---- | ------------------------- |
| 1    | Constant Lestienne        |
| 2    | Alessandro Bega           |
| 3    | Iwan Nedelko              |
| 4    | Hernán Casanova           |
| 5    | Alexandre Sidorenko       |
| 6    | Patricio Heras            |
| 7    | Nicola Kuhn               |
| 8    | Vasile Antonescu          |
| 9    | Rene Schulte              |
| 10   | Yanais Laurent            |
| 11   | Vincent Thierry Schneider |
| 12   | Tom Eisenzapf             |
| 13   | Adrian Kohler             |
| 14   | Steffen Neutert           |
| 15   | Kai Schledorn             |
| 16   | Andreas Gremelmayr        |

| Pos. | Name                     |
| ---- | ------------------------ |
| 1    | Riccardo Bellotti        |
| 2    | Sebastian Ofner          |
| 3    | Mohamed Safwat           |
| 4    | Peđa Krstin              |
| 5    | Frederico Ferreira Silva |
| 6    | Lenny Hampel             |
| 7    | Maximilian Neuchrist     |
| 8    | Pascal Brunner           |
| 9    | Matteo Trevisan          |
| 10   | Thomas Statzberger       |
| 11   | Sam Weissborn            |
| 12   | Rainer Eitzinger         |
| 13   | Lukas Jastraunig         |
| 14   | Philip Lang              |
| 15   | Florian Haslbeck         |
| 16   | Bastian Rapp             |

| Pos. | Name               |
| ---- | ------------------ |
| 1    | Aleksandar Lasow   |
| 2    | Iván Endara        |
| 3    | Péter Nagy         |
| 4    | Alessandro Petrone |
| 5    | Giorgio Ricca      |
| 6    | Valentín Florez    |
| 7    | Gábor Borsos       |
| 8    | Alexis Klegou      |
| 9    | Dušan Lojda        |
| 10   | Gergely Madarász   |
| 11   | Claudio Grassi     |
| 12   | Ádám Kellner       |
| 13   | György Balázs      |
| 14   | Lion Knott         |
| 15   | Jonas Simmel       |
| 16   | Maxim Muraschko    |

| Pos. | Name                      |
| ---- | ------------------------- |
| 1    | Blaž Rola                 |
| 2    | Carlos Taberner           |
| 3    | Albert Montañés           |
| 4    | Albert Alcaraz Ivorra     |
| 5    | Jorge Aguilar             |
| 6    | Pablo Figueroa            |
| 7    | Filip Bergevi             |
| 8    | René Rügamer              |
| 9    | Niclas Schmidt            |
| 10   | Fabian Knüttel            |
| 11   | Christopher Enser-Bönisch |
| 12   | Christian Kosolowski      |
| 13   | Lukas Schneider           |
| 14   | Julius Gold               |
| 15   | Johannes Markel           |
| 16   |                           |

| Pos. | Name               |
| ---- | ------------------ |
| 1    | Marc Meigel        |
| 2    | Daniel Baumann     |
| 3    | Nikita Lis         |
| 4    | Juuso Laitinen     |
| 5    | Logan Powell       |
| 6    | Mikko Rajmanäki    |
| 7    | Nikolaus Moser     |
| 8    | Marco Kirschner    |
| 9    | Marko Krickovic    |
| 10   | Michael Feucht     |
| 11   | Benjamin Miedl     |
| 12   | Rainer Gerhard     |
| 13   | Michael Rutkiewicz |
| 14   | Florian Kirschner  |
| 15   | Mark Wallner       |
| 16   |                    |

### Ergebnisse
| Datum/Uhrzeit        | Heimmannschaft           | Gastmannschaft           | Matches | Sätze | Spiele |
| -------------------- | ------------------------ | ------------------------ | ------- | ----- | ------ |
| So. 16. Juli 11:00   | TSV 1860 Rosenheim       | SpVgg Hainsacker         | 09:00   | 18:05 | 103:70 |
| So. 16. Juli 11:00   | TC Weiß-Blau Würzburg    | TC Ismaning              | 06:03   | 13:06 | 97:70  |
| So. 16. Juli 11:00   | TC BW Oberweier 1        | BASF TC Ludwigshafen 1   | 05:04   | 12:09 | 94:82  |
| So. 16. Juli 11:00   | TC Großhesselohe         | TC Wolfsberg Pforzheim 1 | 07:02   | 15:09 | 93:83  |
| So. 16. Juli 11:00   | TV Reutlingen 1          | spielfrei                |         |       |        |
| Fr. 21. Juli 13:00   | TSV 1860 Rosenheim       | TC BW Oberweier 1        | 04:05   | 10:12 | 93:93  |
| Fr. 21. Juli 13:00   | TC Ismaning              | TV Reutlingen 1          | 01:08   | 02:16 | 62:102 |
| Fr. 21. Juli 13:00   | BASF TC Ludwigshafen 1   | SpVgg Hainsacker         | 05:04   | 11:08 | 100:89 |
| Fr. 21. Juli 13:00   | TC Großhesselohe         | TC Weiß-Blau Würzburg    | 07:02   | 15:07 | 96:72  |
| Fr. 21. Juli 13:00   | TC Wolfsberg Pforzheim 1 | spielfrei                |         |       |        |
| So. 23. Juli 11:00   | SpVgg Hainsacker         | TV Reutlingen 1          | 04:05   | 08:11 | 77:86  |
| So. 23. Juli 11:00   | TC BW Oberweier 1        | TC Weiß-Blau Würzburg    | 06:03   | 13:09 | 90:77  |
| So. 23. Juli 11:00   | BASF TC Ludwigshafen 1   | TC Ismaning              | 06:03   | 13:07 | 98:78  |
| So. 23. Juli 11:00   | TC Wolfsberg Pforzheim 1 | TSV 1860 Rosenheim       | 05:04   | 13:09 | 96:75  |
| So. 23. Juli 11:00   | TC Großhesselohe         | spielfrei                |         |       |        |
| Fr. 28. Juli 13:00   | TSV 1860 Rosenheim       | TC Großhesselohe         | 04:05   | 09:13 | 78:91  |
| Fr. 28. Juli 13:00   | SpVgg Hainsacker         | TC Wolfsberg Pforzheim 1 | 04:05   | 09:12 | 75:92  |
| Fr. 28. Juli 13:00   | TC BW Oberweier 1        | TC Ismaning              | 08:01   | 17:04 | 112:64 |
| Fr. 28. Juli 13:00   | TV Reutlingen 1          | BASF TC Ludwigshafen 1   | 08:01   | 16:05 | 97:75  |
| Fr. 28. Juli 13:00   | TC Weiß-Blau Würzburg    | spielfrei                |         |       |        |
| So. 30. Juli 11:00   | TSV 1860 Rosenheim       | BASF TC Ludwigshafen 1   | 07:02   | 14:05 | 102:68 |
| So. 30. Juli 11:00   | TC Weiß-Blau Würzburg    | TC Wolfsberg Pforzheim 1 | 03:06   | 08:14 | 68:96  |
| So. 30. Juli 11:00   | TC Ismaning              | TC Großhesselohe         | 01:08   | 04:16 | 72:106 |
| So. 30. Juli 11:00   | TV Reutlingen 1          | TC BW Oberweier 1        | 05:04   | 10:10 | 85:86  |
| So. 30. Juli 11:00   | SpVgg Hainsacker         | spielfrei                |         |       |        |
| Fr. 4. August 13:00  | TC Weiß-Blau Würzburg    | TSV 1860 Rosenheim       | 07:02   | 15:06 | 98:76  |
| Fr. 4. August 13:00  | TC Ismaning              | SpVgg Hainsacker         | 01:08   | 04:17 | 68:109 |
| Fr. 4. August 13:00  | TC Großhesselohe         | TC BW Oberweier 1        | 08:01   | 16:05 | 104:52 |
| Fr. 4. August 13:00  | TC Wolfsberg Pforzheim 1 | TV Reutlingen 1          | 03:06   | 08:14 | 67:89  |
| Fr. 4. August 13:00  | BASF TC Ludwigshafen 1   | spielfrei                |         |       |        |
| So. 6. August 11:00  | SpVgg Hainsacker         | TC Weiß-Blau Würzburg    | 07:02   | 16:07 | 104:82 |
| So. 6. August 11:00  | TC BW Oberweier 1        | TC Wolfsberg Pforzheim 1 | 03:06   | 08:14 | 83:99  |
| So. 6. August 11:00  | BASF TC Ludwigshafen 1   | TC Großhesselohe         | 02:07   | 06:15 | 71:107 |
| So. 6. August 11:00  | TV Reutlingen 1          | TSV 1860 Rosenheim       | 05:04   | 13:09 | 90:85  |
| So. 6. August 11:00  | TC Ismaning              | spielfrei                |         |       |        |
| Fr. 11. August 13:00 | SpVgg Hainsacker         | TC BW Oberweier 1        | 05:04   | 11:09 | 96:86  |
| Fr. 11. August 13:00 | BASF TC Ludwigshafen 1   | TC Weiß-Blau Würzburg    | 07:02   | 15:07 | 106:83 |
| Fr. 11. August 13:00 | TC Wolfsberg Pforzheim 1 | TC Ismaning              | 06:03   | 13:06 | 99:70  |
| Fr. 11. August 13:00 | TV Reutlingen 1          | TC Großhesselohe         | 05:04   | 10:09 | 87:86  |
| Fr. 11. August 13:00 | TSV 1860 Rosenheim       | spielfrei                |         |       |        |
| So. 13. August 11:00 | TC Weiß-Blau Würzburg    | TV Reutlingen 1          | 00:09   | 02:18 | 52:109 |
| So. 13. August 11:00 | TC Ismaning              | TSV 1860 Rosenheim       | 03:06   | 06:12 | 71:81  |
| So. 13. August 11:00 | TC Großhesselohe         | SpVgg Hainsacker         | 06:03   | 13:07 | 96:79  |
| So. 13. August 11:00 | TC Wolfsberg Pforzheim 1 | BASF TC Ludwigshafen 1   | 03:06   | 11:13 | 91:87  |
| So. 13. August 11:00 | TC BW Oberweier 1        | spielfrei                |         |       |        |